# Everyone I Have Ever Slept With 1963–1995
Everyone I Have Ever Slept With 1963–1995, également connue sous le nom de The Tent, est une œuvre d'art créée par Tracey Emin en 1995.
L'œuvre se compose d'une tente avec les noms appliqués, littéralement, de toutes les personnes avec qui Tracey Emin a couché, mais pas nécessairement au sens sexuel. Everyone I Have Ever Slept With 1963–1995, qui a atteint le statut d'icône, était la propriété de Charles Saatchi et a été détruite lors de l'incendie de l'entrepôt de Momart à Londres en 2004. L'artiste a refusé de la recréer.

## Histoire
Tracey Emin appelle Everyone I Have Ever Slept With 1963–1995 « Ma tente » ou « La tente » et la considère comme l'une des deux « pièces maîtresses » qu'elle a créées (l'autre étant Mon lit - My Bed). Elle décrit ces deux pièces comme « un travail séminal, fantastique et étonnant ».
La tente portait les noms des 102 personnes avec qui elle avait dormi jusqu'à la création de l'œuvre en 1995. Le titre est souvent mal interprété, comme un euphémisme indiquant les partenaires sexuels et le travail renommé « la liste de toutes les personnes avec qui Emin a eu des relations sexuelles », mais se veut en fait plus inclusif :

« Certains avec lesquels j'avais couché au lit ou contre un mur, d'autres avec lesquels je venais de dormir, comme ma grand-mère. Je me couchais dans son lit et lui tenais la main. Nous avions l'habitude d'écouter la radio ensemble et de nous endormir. Vous ne faites pas cela avec quelqu'un que vous n'aimez pas et qui ne vous intéresse pas. »

La liste des noms reprend des membres de sa famille, des amis, des partenaires buveurs, des amants et même deux fœtus numérotés. Le nom de l'ancien petit ami, Billy Childish, était visible à travers l'ouverture de la tente. La tente était carrée et de couleur bleue ; sa forme rappelait celle de la grotte Shell à Margate, avec laquelle Tracey Emin était très familière depuis son enfance ; à l'intérieur de la tente se trouvait le texte « Avec moi-même, toujours moi-même, ne jamais oublier » (With myself, always myself, never forgetting).
L'œuvre a été créée au cours d'une relation qu'elle avait eue au milieu des années 1990 avec Carl Freedman, l'un des premiers amis et collaborateur de Damien Hirst, et qui avait co-organisé des expositions phares de Britart, telles que Modern Medicine et Gambler. En 1995, Freedman a organisé l'exposition Minky Manky à la South London Gallery, où la tente a été présentée pour la première fois. À cette époque, Tracey Emin n'avait pas atteint le niveau de célébrité auquel elle est arrivée par la suite, et était principalement connue dans les milieux de l'art. Elle a eu la chance de pouvoir exposer aux côtés d'artistes bien connus, tels que Damien Hirst, Gilbert and George et Sarah Lucas. Tracey Emin a décrit la genèse du travail, qui s'est avéré inopinément être le clou de la série :

« À cette époque, Sarah [Lucas] était assez célèbre, mais je ne l'étais pas du tout. Carl m'a dit que je devais faire un travail plus important car il pensait que les petites choses que je faisais à l'époque ne sont pas assez consistantes. J'étais furieuse. Faire ce travail était ma façon de me venger. Une critique était vraiment drôle, le journaliste avait écrit quelque chose comme : « Elle a couché avec tout le monde - même le conservateur ! »

Tracey Emin refuse de vendre son travail à Charles Saatchi parce qu'elle désapprouvait son travail de publicités électorales pour Margaret Thatcher, qu'elle accusait de « crimes contre l'humanité ». Cependant, Saatchi parvient à acheter l'œuvre sur le marché secondaire à un marchand d'art, Eric Franck, à un prix majoré de 40 000 £ — Tracey Emin l'avait vendu à l'origine pour 12 000 £ . Elle s'est réconciliée avec Saatchi en 1999. Selon le magazine Art World, en 2001, Saatchi s'était vu offrir 300 000 £. Le commentaire de Tracey Emin à ce sujet était : « Il ne revendra pas, mais l'art lui appartient. Il peut faire ce qu'il veut avec ».
Saatchi a exposé la tente lors de l'exposition Sensation en 1997 à la Royal Academy de Londres au cours de laquelle l'indignation du public s'est focalisée sur Myra, portrait de Myra Hindley par Marcus Harvey et, lors de la mise en scène ultérieure de l'exposition au Brooklyn Museum of Art de New York, sur The Holy Virgin Mary de Chris Ofili avec des collages d'images pornographiques.

### L'incendie de Momart
En 2004, La Tente a été détruite dans un incendie à l'entrepôt Momart d'East London, ainsi que deux autres œuvres de Tracey Emin et une centaine d'autres de la collection de Saatchi, notamment des œuvres de Damien Hirst, Jake et Dinos Chapman et Martin Maloney (en). De nombreuses autres œuvres ont également été perdues, notamment des œuvres majeures de Patrick Heron et William Redgrave.
Tracey Emin a donné un point de vue flegmatique sur la destruction de son travail, déclarant que « La nouvelle survient entre les mariages irakiens bombardés et les morts en République dominicaine lors d'inondations soudaines, nous devons donc la mettre en perspective ». Elle était cependant contrariée par la réaction du public face à l'incendie, soulignant à la fois le manque de compréhension culturelle : « La majorité des Britanniques est sans égard ou n'a aucun respect pour ce que mes collègues et moi faisons, au point qu'ils rient d'un désastre comme un incendie » — et par manque de compassion — « Ce n'est tout simplement pas juste et ce n'est pas drôle, ce n'est pas poli et ce sont de mauvaises manières. Je ne ris jamais d'un désastre comme celui-là. J'ai juste de l'empathie et de la sympathie pour la perte des gens. »
,.
Elle a également déclaré qu'elle ne pouvait pas refaire la tente, car « j'avais l'inclination et l'inspiration qui m'avait inspirée il y a dix ans, je n'ai ni cette inspiration ni cette inclination maintenant... Mon travail est très personnel, ce que les gens savent, alors je ne peux plus créer cette émotion - c'est impossible. ». Lors de son exposition rétrospective à Edimbourg en 2008, elle a déclaré qu'après l'incendie, on lui avait offert 1 000 000 £. La galerie Saatchi a dû reconstruire la tente pour un million de dollars (le montant du paiement de l'assurance), mais bien que, même si elle avait recréé quelques petites pièces pour la rétrospective, il aurait été ridicule de refaire la tente.
En mai 2009, Dinos Chapman a déclaré que lui et son frère Jake avaient recréé la tente. Tracey Emin et les Chapman sont représentés par la galerie White Cube à Londres. Dans The Independent, Jerome Taylor s'est demandé s'il s'agissait d'un coup de publicité.

### Burn Baby Burn
En collaboration avec Uri Geller, l'artiste Stuart Semple a recueilli les restes du lieu de l'incendie de Momart et les a emballés dans huit boîtes en plastique sous le titre Burn Baby Burn ; les boîtes avaient des slogans en lettres roses, y compris « RIP YBA » qui faisait référence aux Young British Artists parmi lesquels Emin est classée. Semple a déclaré que parmi les débris collectés, il y avait des fragments de la tente d'Emin. L'assemblage a été offert à la galerie Tate, mais celle-ci l'a refusée.

## Voir également

#### Ouvrages
- (en) Barry Barker, Tracey Emin with Barry Barker, Université de Brighton, 3 décembre 2003
- Neil Brown, Tracey Emin, Royaume-Uni, Tate Publishing (en), 2006 (ISBN 1-85437-542-3)

#### Articles
- (en) Anthony Barnes, « Saatchi's new sensation: the Peeing Madonna », The Independent,‎ 17 septembre 2006
- (en) « Emin anger over public 'sniggers' », BBC,‎ 30 mai 2004
- (en) « Fire devastates Saatchi artworks », BBC,‎ 26 mai 2004
- (en) Barry Didcock, « The E spot », Sunday Herald (en),‎ 30 avril 2006
- (en) Charlotte Edwardes, « New art rises from wreckage of warehouse », The Daily Telegraph,‎ 18 juillet 2004
- (en) Colin Gleadell, « The Old Faithfuls », The Daily Telegraph,‎ 28 mars 2003
- (en) James Meek, « Art into ashes », The Guardian,‎ 23 septembre 2004 (lire en ligne, consulté le 19 mai 2019)
- (en) James Meek, « Art into ashes, part. 2 », The Guardian,‎ 23 septembre 2004 (lire en ligne, consulté le 19 mai 2019)
- (en) Jerome Taylor, « Chapmans rebuild Emin's tent », The Independent,‎ 26 mai 2009
- (en) « Art fire », The Guardian,‎ 26 mai 2004
- (en) Mike Wade, « Tracey Emin tells Edinburgh she rejected £1m offer to recreate tent », The Times,‎ 2 août 2008